# トラファルガーの海戦

ネルソン・タッチの図。フランス・スペイン連合艦隊（青）の脇腹をイギリス艦隊（赤）が突く

トラファルガーローの海戦（トラファルガーのかいせん、英: Battle of Trafalgar、仏: Bataille de Trafalgar）は、1805年10月21日に、ホレーショ・ネルソン提督指揮のイギリス海軍が、ナポレオンの派遣したフランス・スペイン連合艦隊を、スペインのトラファルガー岬沖合で破った海戦。ナポレオン戦争における最大の海戦で、イギリスはこの海戦の勝利によってナポレオンの英本土上陸の野望を粉砕した。
ネルソンが戦闘に先立ち、麾下の艦隊に送った「英国は各員がその義務を尽くすことを期待する」は今日でも名文句として知られる。
しかし、陸上においてはアウステルリッツの戦いでフランスが他のヨーロッパ諸国軍を破るなど依然として優勢で、自国本土は守り切ったものの、大陸での戦争自体にすぐさま大勢を及ぼすことはなかった。

## 背景
1805年、ヨーロッパ大陸は皇帝ナポレオン率いるフランス帝国の支配下に置かれていたが、海上の支配権はイギリスのもとにあった。イギリスは海上封鎖を行ってフランスの海軍力を抑止し、イギリス本土侵攻を防いでいた。
ナポレオンはこの状況を打破すべく、ナポレオンのイギリス遠征軍による対英上陸作戦を援護すべく封鎖を突破することを命令。フランスと、当時ナポレオンの支配下にあったスペインの連合艦隊を編成し、海上封鎖を突破し、ブーローニュの港に集結させた35万と号した侵攻軍（実際には15万人程度）と総勢2500隻の舟艇（平底の輸送船）によるイギリス本土上陸を援護することを命じた。
ナポレオンの立案した計画では、イギリス海軍の海上封鎖によって封鎖されている各地の根拠地――ブレスト、ツーロン、ロシュフォール、フェロルの各港から艦隊を出撃させて封鎖を突破、ブレスト艦隊がアイルランド方面でイギリス海軍を引き付け分散させている間に、他港の艦隊を合同させて輸送舟艇群の護衛にあたる事になっていた。しかしこの計画は主力と陽動のタイミングを合わせなければ成功は望めないが、風任せの帆走軍艦と天候の変化（特に高波）に弱い平底の輸送船ではそのタイミングの精確な予測が出来るわけがなかった。
一方イギリスは海軍卿セント・ヴィンセント伯爵ジョン・ジャーヴィスの指揮の下フランスの主要港湾の全てに封鎖船を配置していた。ただしこの時点ではフランス側の作戦計画は察知できてはいなかった。地中海艦隊司令長官であるネルソンの艦隊はツーロン沖で封鎖に当たっていた。
フランス艦隊の作戦計画は変更を余儀なくされる。ツーロン艦隊司令長官ラトゥーシュ・トレヴィル（fr:Louis-René-Madeleine de Latouche-Tréville）が病死したためである。これにより、元は陽動だったブレスト艦隊によるアイルランド方面侵攻を主作戦のひとつとし、イングランド侵攻と同時に実行することとした。新たな陽動作戦として、ツーロンとロシュフォールの艦隊を西インド諸島へと送ることでイギリス海軍を分散させることになった。
トレヴィルの後任となったピエール・ヴィルヌーヴ提督は1805年1月にネルソンの目をくらませる為荒天を突いてツーロンを出撃したが、この荒天で戦列艦3隻が航行不能となったため作戦を中断した。このためナポレオンは再び計画を変更した。それはアイルランド侵攻を取りやめ、ブレスト・ツーロン・ロシュフォールの艦隊に加えて更にカディスからスペイン艦隊を出撃させ、その全てを一度西インド諸島で合流させてからイギリス海峡に突入する、というものだった。以下の経緯は、フィニステレ岬の海戦項の戦略的背景の条に詳しいので割愛する。
フィニステレ岬の海戦から撤退したヴィルヌーヴは、スペイン領カディスに入り艦隊の整備に当たっていた。なおこの間にナポレオンはイングランド侵攻中止を決断、9月3日にブーローニュの陣を引き払い一度パリに帰還している。ナポレオンは続いてオーストリアへの攻撃を準備していたが、この支援作戦としてカディスのフランス・スペイン連合艦隊にナポリ攻撃命令を下した。
しかしヴィルヌーヴは準備は進めながらも、8月21日にカディスに帰ってきて間もない艦隊は修理や人員補充が必要であり、出港することはなかった。10月16日にヴィルヌーヴとスペイン側指揮官の間で会談が持たれた際にも、好機が訪れるまで待機することが決まった。ところが10月18日にヴィルヌーヴは一転して出港を決定し、急速に準備を進めて翌19日朝にカディスを出港した。ヴィルヌーヴの急な態度の変化は、ナポレオンが命令に反して出港しないヴィルヌーヴを解任し、後任としてフランソワ＝エティエンヌ・ロジリー中将を派遣したという情報をつかみ、ロジリーがカディスに到着して命令が発効する前に出港をしたかったからとされる。
そのヴィルヌーヴ艦隊をカディス沖で監視していたのがネルソン率いるイギリス地中海艦隊であった。哨戒にあたっていたフリゲート「シリアス」がカディスでフランス・スペイン連合艦隊が出港準備中であることを確認し、その後出港を始めたことを信号旗で僚艦に伝えた。その信号はフリゲート「ユライアラス」他数隻の艦を中継して、9時30分に約80km離れた「ヴィクトリー」艦上のネルソンに伝わった。ネルソンは直ちに主力を南東に向けて連合艦隊を追った。

## 経過
ネルソン提督のイギリス艦隊は「ヴィクトリー」を旗艦とする27隻。ヴィルヌーヴ提督率いるフランス・スペイン連合艦隊は「ビューサントル」を旗艦とする33隻であった。ネルソンは敵の隊列を分断するため、2列の縦隊で突っ込むネルソン・タッチという戦法を使った。ネルソンは過去のフランスとの度重なる海戦の経験から、フランス艦隊は容易に逃走することを知っており（現存艦隊主義）、フランス軍のイギリス侵攻を阻止するために決定的な勝利を求めていた。そのためイギリス艦隊を2列の縦列陣に編成し、左陣を敵の戦列前方三分の一に突入させ中央部を、右陣は後方三分の一に突入させ後部を担当させることで数的劣勢を挽回するとともに、早期に接舷してフランス艦隊の逃走を阻止する戦略をとることとした。この戦法は、ダンカン提督のキャンパーダウンの海戦やジャービス提督のサン・ビセンテ岬の海戦の戦訓が反映されているとされる。ヴィルヌーヴも多縦列による分断作戦を予測しており、訓示を受けた連合艦隊の艦長の中にはマストに多数の狙撃兵を配置して接近戦に備える者もあった。
連合艦隊は数で勝っていたが、スペイン海軍も混じっていて指揮系統が複雑な上、士気や錬度が低く、艦載砲の射速も3分に1発と劣っていた。一方イギリス海軍は士気も錬度も高く、射速も1分30秒に1発と優れていた。イギリス艦艇は艦載砲の着火にフリントを使用していたが、連合艦隊はマッチを使用していたのである。
ネルソンの計画に従って、午前11時45分に主な戦いは行われた。ネルソンは「英国は各員がその義務を尽くすことを期待する」という有名な信号旗を送った。戦闘が始まった時、フランス・スペイン艦隊は北方向にカーブした陣形を取っていた。ネルソンの計画通り、イギリス艦隊は2列に縦列でフランス・スペイン艦隊に接近した。風上の縦列はネルソンのヴィクトリーが、風下の縦列は火砲を100門装備したコリングウッドのロイヤル・ソブリンが、それぞれ艦隊を北の方向へと導いた。
激戦の末、連合艦隊は撃沈1隻、捕獲破壊18隻、戦死4,000、捕虜7,000という被害を受け、ヴィルヌーヴ提督も捕虜となった。一方イギリス艦隊は喪失艦0、戦死400、戦傷1,200という被害で済んだが、ネルソン提督はフランス艦ルドゥタブルの狙撃兵の銃弾に倒れた。
ネルソンは「神に感謝する。私は義務を果たした」と言い残して絶息した。

## 影響
ナポレオンはこの敗戦の報に対し、嵐による壊滅であると黙殺した。しかし制海権を失った以上、イギリス侵攻を諦めざるを得なくなった。ただしイギリスではピット首相が祝宴を催したものの、ロンドンでは勝利による昂揚に沸き立つこともなかった。ナポレオンはこの海戦での敗北による危機を、2ヶ月後のアウステルリッツの勝利で打開した。
イギリスのピット首相は、アウステルリッツでの敗北にショックを受け、翌年失意の内に病死している。トラファルガーの勝利の意味はイギリスの海上制覇という部分にあり、ナポレオン戦争の戦局の一大転機ではなかった。1815年のワーテルローの戦いでナポレオンに勝利して初めて、トラファルガーの勝利の意味が評価されるようになるのである。
しかしイギリスにとってこの戦いの勝利はフランス海軍にイギリス本土攻撃を阻止しただけでなかった。イギリス海軍は1807年の第二次コペンハーゲンの海戦で積極的に行動する事が出来、1808年の戦役において、他国の艦隊がフランス海軍の手に落ちる事を防いだ。
これらの一連の作戦は成功したが、フランスでは1814年までに80隻に及ぶ大規模な造船計画が進められていたのに対し、イギリスは最大でも99隻の船しか1814年の時点で稼働できる状態でなかった。あと数年あれば、フランス海軍は150隻の艦隊を編成して、乗員の質を艦隊の数でカバーして、再度イギリス海軍に挑む計画を思い至ったと思われる。
この戦勝を記念して造られたのがロンドンのトラファルガー広場（Trafalgar Square）である。広場にはネルソン提督の記念碑が建てられている。
一方、フランス国民にとってこの敗北はトラウマとなり、ありえない敗北による衝撃を「トラファルガー」と表現するようになった。モーリス・ルブランの冒険推理小説『ルパン対ホームズ』において、フランスの怪盗アルセーヌ・ルパンがイギリスの名探偵シャーロック・ホームズに送りつけた挑戦状の中で「トラファルガーの敵討ち」と挑発しているように、その後の英仏の対決においてたびたび引き合いに出されるようになったのである。

## 関連作品
映画
- 『美女ありき』1941年のイギリスの恋愛映画。ネルソン提督とハミルトン夫人の不倫の恋を主題に、トラファルガー海戦とネルソンの戦死も描かれている。

パソコンゲーム
- 『トラファルガー海戦』CSK､1984年､PC-8800シリーズ｡

漫画
- 『トラファルガー』同海戦を舞台とした青池保子による漫画。

美術
- 『瓶の中のネルソンの船』（2007年）。ナイジェリア系イギリス人の芸術家インカ・ショニバレの作品。トラファルガーの海戦をイギリスの植民地帝国のきっかけとして象徴的に扱っている。ネルソンの乗ったヴィクトリーの帆にアフリカン・プリントが張られ、船体は瓶の中に閉じ込められている。トラファルガー広場のフォース・プリンスで屋外展示された[6]。